# 크린 안토네스쿠

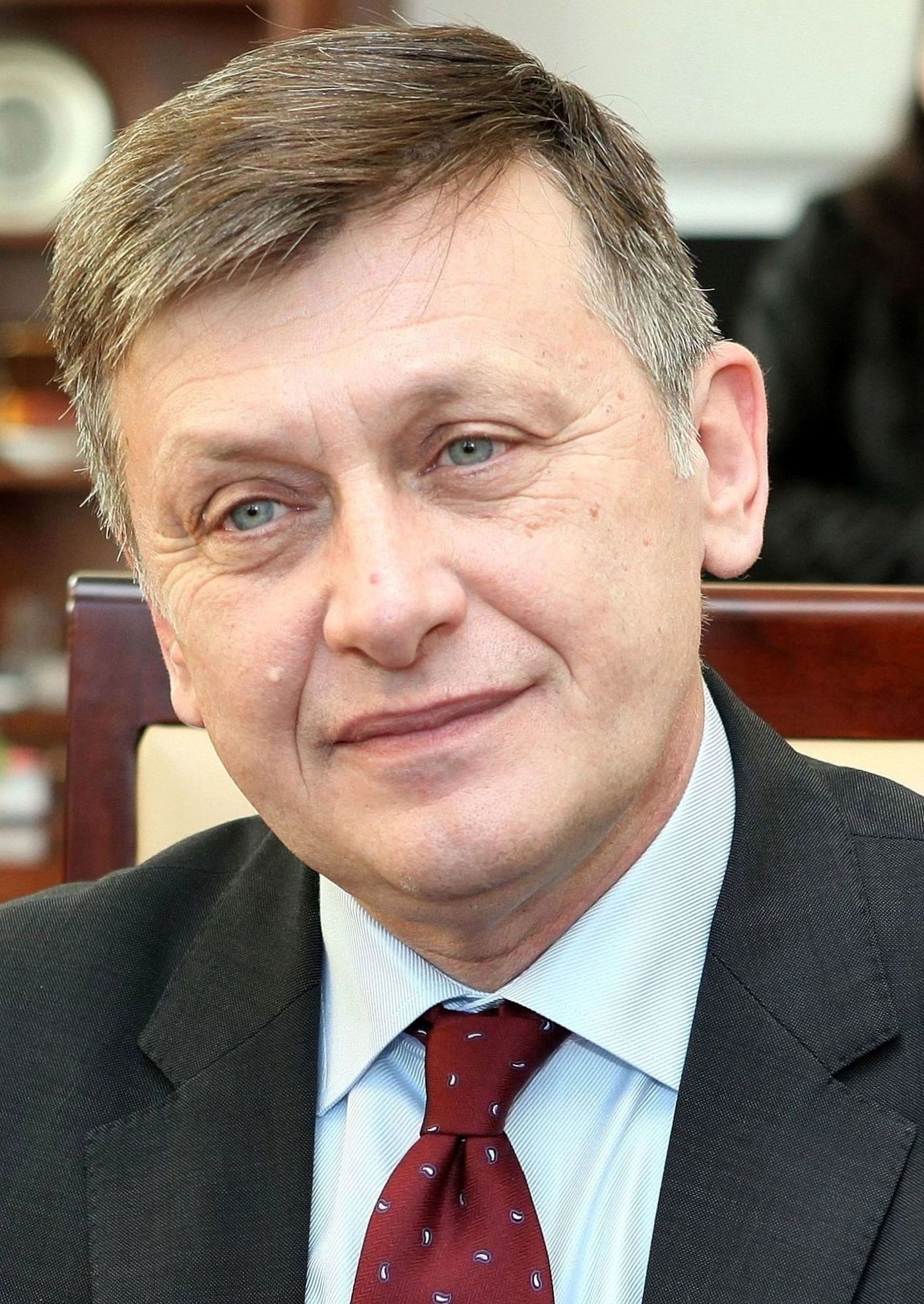
크린 안토네스쿠

조지 크린 로렌치우 안토네스쿠(루마니아어: George Crin Laurențiu Antonescu, 1959년 9월 21일~ )는 루마니아의 정치인이다. 그는 한때 국민자유당의 총재로 재임했었다. 그는 또한 2009년 루마니아 대통령선거의 후보자이다. 그는 2008년 루마니아 국회의원 선거로 상원의 구성원이기도 하다. 1996년과 2008년 사이, 그는 하원이었고, 2007년과 2008년 사이 정당 대리인들 중 리더로서 활동하였다.

## 생애 및 교육
안토네스쿠는 툴체아 주 툴체아에 있는 불행한 가정에서 태어났다. 그는 그의 아버지가 키웠으며, 아버지는 역사 선생님이 되기 위해, 그를 부쿠레슈티 대학교에 역사와 철학 학부에 다니도록 독려했었다.

## 직업 경력
1985년에 졸업 후, 크린 안토네스쿠는 학계에 들어갔으며, 바슬루이 주 솔레스티 (Soleşti) 마을에서 역사 선생님으로서 일을 했다.. 그는 후에 툴체아로 돌아오면서, 1989년까지 니쿨리텔 (Niculiţel)에서 학계 활동을 지속하였다.. 안토네스쿠는 1989년에서 하원으로 선출되기 전에, 툴체아에 있는 “스피루 하렛”고등학교에서 학계 활동을 다시 시작했을 때인 1990년까지 툴체아 역사 고고학 박물관의 큐레이터로 일을 했다.

## 정치 경력

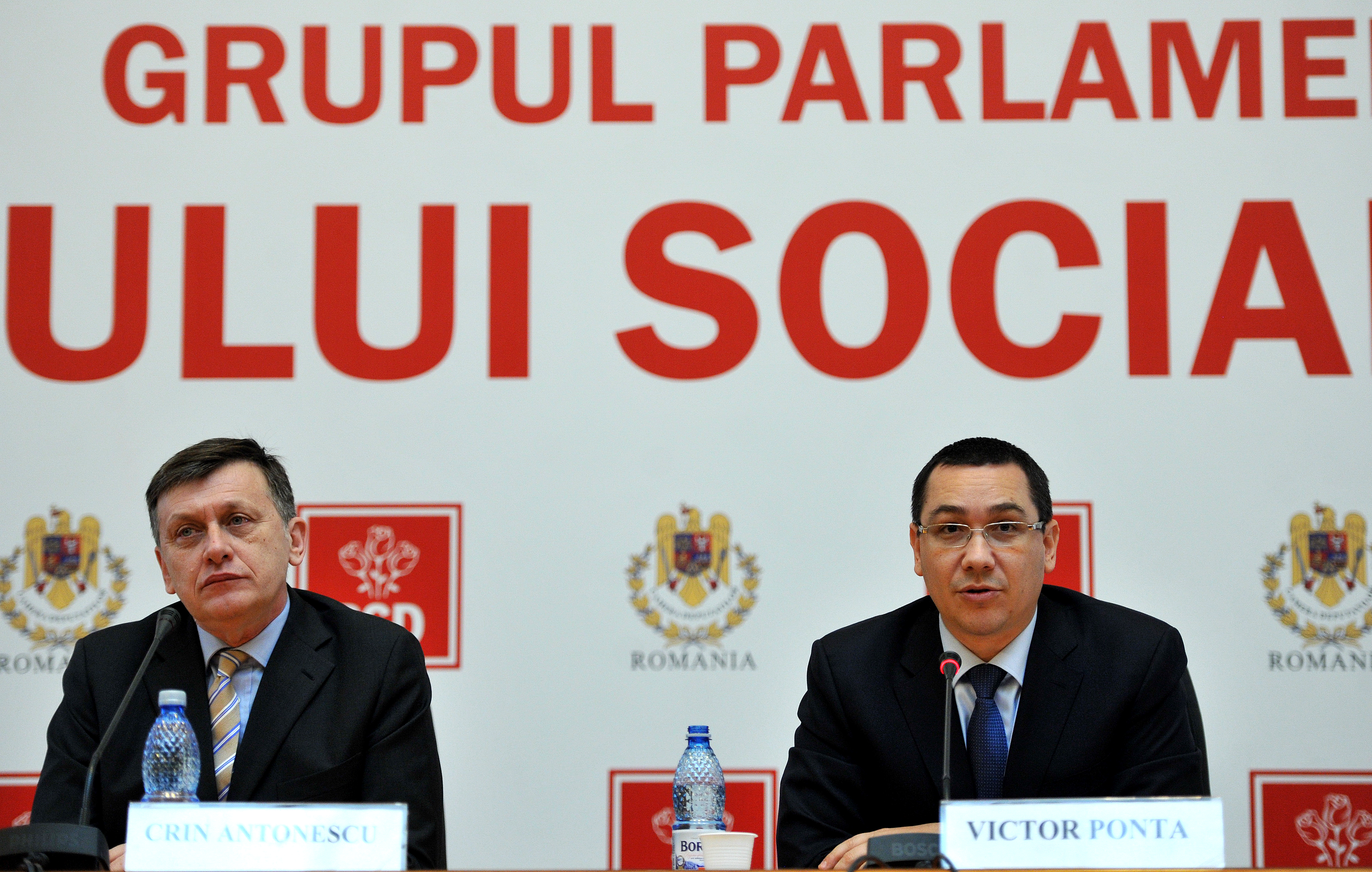
2013년 안토네스쿠(왼쪽)와 빅토르 폰타(오른쪽)

국민자유당에 입당하면서, 안토네스쿠는 당의 툴체아파 설립을 도왔다. 1995년에, 그는 국민자유당 부총재와 그 후에, 하원에서 활동하는 자유당 정치인들 중 리더로 선출되었다. 하원에서 그의 활동 동안, 그는 교육, 청년, 스포츠 위원회, 외교 위원회, 문화, 예술, 미디어 위원회의 구성원이었다.
크린 안토네스쿠는 1997년에서 2000년까지 루마니아 청년운동부장관이었다. 그는 의미있는 올림픽 결과가 있는 루마니아 운동선수를 위하여 법적으로 연금을 주는 가장 유명한 개혁의 일련을 시작하였다.
2009년 3월 20일로서, 크린 안토네스쿠는 2009년 루마니아 대통령 선거의 자유당 후보자인것에 더하여, 국민자유당의 총재이다. 2009년 9월로서, 크린 안토네스쿠는 2009년 대통령 선거를 위한 루마니아인의 투표 성향에서 두 번째를 차지하였다. 2009년 11월 22일 루마니아에서 열린 대통령 선거에서 후보들 중 3번째의 득표율을 기록하였다. 과반을 넘는 득표를 한 후보가 없어 다음달 6일에 결선 투표를 열 예정이다. 그 투표에는 1, 2위 만 참가하게 되어있어 안토네스쿠는 대통령 후보로서 지위를 잃게 되었다.

## 사생활
안토네스쿠의 첫 번째 부인 아우렐리아는 2004년에 암 때문에 자살을 했다. 두 사람은 2001년에 태어난 딸 이리나가 있다. 2009년 6월에, 안토네스쿠는 그가 그해 전에 그녀의 남편과 이혼했던, 당 동료 아디나 발레안 (Adina Vălean)과 재혼할 것이라고 발표하였다. 그 커플은 2009년 9월 25일에 결혼했다.

## 역대 선거 결과
| 선거명      | 직책명            | 대수 | 정당       | 1차 득표율 | 1차 득표수  | 2차 득표율 | 2차 득표수 | 결과 | 당락 |
| ----------- | ----------------- | ---- | ---------- | ---------- | ----------- | ---------- | ---------- | ---- | ---- |
| 2009년 선거 | 루마니아의 대통령 | 5대  | 국민자유당 | 20.02%     | 1,945,831표 |            |            | 3위  | 낙선 |

## 참고
1. ↑  (루마니아어)Luminita Parvu (2009년 3월 20일). “Crin Antonescu is the new PNL President”. Hotnews.ro. 2009년 9월 24일에 확인함.
2. ↑  (루마니아어)“Crin Antonescu, liberal since 1990 and Vice-president of PNL for nine years”. Mediafax. 2009년 3월 20일. 2009년 9월 24일에 확인함.
3. ↑  (루마니아어)“Crin Antonescu, professor of history”. Evenimentul zilei. 2009년 6월 6일. 2011년 12월 26일에 원본 문서에서 보존된 문서. 2009년 9월 24일에 확인함.
4. ↑  (루마니아어)“The world does not go forward with the rave”. rol.ro. 2008년 6월 29일. 2012년 2월 22일에 원본 문서에서 보존된 문서. 2009년 9월 24일에 확인함.
5. ↑  (루마니아어)“The Victor Ciorbea Government”. Agerpress. 2012년 2월 14일에 원본 문서에서 보존된 문서. 2009년 9월 24일에 확인함.
6. ↑  (루마니아어)“350 Romanian athletes receive perpetuity”. 2004년 10월 7일. 2009년 11월 13일에 원본 문서에서 보존된 문서. 2009년 9월 24일에 확인함.
7. ↑  (영어)“BCS Survey: Traian Basescu - 30.5%, Crin Antonescu - 20.1%, Mircea Geoana - 19.2%”. hotnews.ro. 2009년 9월 1일. 2009년 9월 24일에 확인함.
8. ↑  (루마니아어)“Crin Antonescu may get in the second round, along with President Basescu”. politico.ro. 2009년 9월 22일. 2009년 9월 25일에 원본 문서에서 보존된 문서. 2009년 9월 24일에 확인함.
9. ↑  황정우 (2009년 11월 23일). “루마니아 대선 과반후보 없어..내달 6일 결선”. 연합뉴스. 2009년 11월 23일에 확인함.[깨진 링크(과거 내용 찾기)]
10. ↑  (루마니아어)www.phg.ro (2004). “Crin Antonescu, regarding the suicide of his wife”. 2012년 9월 6일에 원본 문서에서 보존된 문서. 2009년 7월 22일에 확인함.
11. ↑  (루마니아어)“Crin Antonescu: I will marry Adina Vǎlean”. HotNews.ro. 2009년 6월 25일. 2009년 7월 22일에 확인함.
12. ↑  (루마니아어)“Adina Vălean and Crin Antonescu got married”. www.mediafax.ro. 2009년 9월 26일. 2009년 11월 7일에 확인함.